# Sitio de Gibraltar (1436)
El sitio de Gibraltar de 1436 fue un infructuoso intento castellano de reconquistar esta plaza, perdida ante los benimerines en 1333. En él murió su promotor, el segundo conde de Niebla, Enrique de Guzmán, biznieto de Guzmán el Bueno. A pesar de su breve duración, es considerado el séptimo de los grandes sitios sufridos por Gibraltar.

## Historia
Deseoso de emular a su glorioso antecesor Guzmán el Bueno, así como de poner fin a las correrías de los gibraltareños, cuya cercanía amenaza sus Estados, el segundo conde de Niebla se deteminó a tomar tan poderosa plaza. En Sevilla expuso a sus pares las ventajas y la gloria que representarían la reconquista del lugar para Andalucía, España y la Cristiandad, logrando el apoyo de numerosos caballeros de Sevilla. Córdoba, Écija, Jerez y toda Andalucía.
El Conde de Niebla pasó a Sanlúcar de Barrameda, donde equipó una escuadra y se embarcó con la mayor parte de la infantería, mientras que su hijo Juan Alonso de Guzmán condujo por tierra el resto de la infantería y 2.000 jinetes. 
Arribaron a la rada de Gibraltar en octubre de 1436, y resolvieron el conde atacar la plaza sin pérdida de tiempo y en todas direcciones, antes que los moros pudieran organizar la defensa. Primero el conde y los suyos desembarcaron y ocuparon las playas del oeste y las alturas del Peñón que se extendían al sur de la ciudad, mientras la artillería de las naves batía la costa y Juan de Guzmán atacaba por el norte y ocupaba el istmo.
Sin embargo, un error de cálculo provocado por el ímpetu del ataque lo echó a perder. La rápida subida de la marea dejó al conde de Niebla aislado al pie de los muros de la plaza, expuesto al fuego enemigo. Al intentar retornar a sus naves en una lancha, esta se hundió por el peso de todos cuantos intentaban escapar, asiéndose a sus bordes, lo que provocó el ahogamiento tanto del conde como de la mayoría de sus compañeros, lastrados como estaban por el peso de sus armaduras. Juan, que se había embarcado para socorrer a su padre, le halló ahogado. Con los ánimos decaídos y sin la ventaja de la sorpresa, decidió la retirada de la escuadra y el ejército cristiano.
El cadáver del Conde fue finalmente arrojado a la playa por el oleaje y tomado por los moros, que lo colgaron de las almenas de la torre del homenaje de la ciudad para escarmiento de los cristianos. Aunque su sucesor ofreció grandes sumas para recuperarlo, permaneció en la plaza hasta su reconquista definitiva en 1462.